# Christian Friedrich Daniel Schubart
Christian Friedrich Daniel Schubart (24 de marzo de 1739 en Obersontheim (Suavia)-10 de octubre de 1791 en Stuttgart) fue un escritor, músico y compositor alemán.

## Vida
Estudió teología en la universidad de Erlangen pero terminó descubriendo su talento musical y trabajando como organista en Geislingen an der Steige y en Ludwigsburg. 
Posteriormente se trasladaría a Augsburgo, donde en 1774 comenzó a editar la revista “Teutsche Chronik” (Crónica alemana), en la cual fundamentalmente polemizaba contra los jesuitas y por lo cual la publicación terminaría siendo prohibida.
Schubart adquirió renombre especialmente por sus escritos críticos con el absolutismo y la decadencia del ducado de Württemberg, donde residía. Esto llegó a llevarle a la cárcel.

## Obra
Christian Schubart es principalmente enmarcado dentro de la corriente llamada Sturm und Drang y era amigo personal de Schiller. Tanto es así que su ensayo “Zur Geschichte des menschlichen Herzens” (En torno a la historia del corazón del hombre, 1795) sirvió de base para la obra “Die Räuber” (Los bandidos) de éste.
En el año de 1806 se publicó su importante ensayo "Ideas sobre la estética de la Música".
Franz Schubert compuso su conocida obra "Die Forelle" (La Trucha) a partir de uno de los textos de Christian Schubart.